# 75 Pułk Piechoty (LWP)
75 pułk piechoty (75 pp) – oddział piechoty ludowego Wojska Polskiego.

## Formowanie i zmiany organizacyjne
75 pp sformowany został na podstawie Uchwały Rady Państwa i rozkazu Ministra Obrony Narodowej nr 0615 z 12.07.1951 i wszedł w struktury organizacyjne 21 Dywizji Piechoty Warszawskiego Okręgu Wojskowego. Pułk został sformowany wiosną i latem 1951, w garnizonie Bartoszyce, w składzie 21 Dywizji Piechoty. Na miejsce stacjonowania jednostki wyznaczono miasto Bartoszyce. 
Grupę organizacyjną jednostki tworzyli:
Dowódca pułku – mjr Rudnicki Henryk,
szef sztabu – kpt Kosiorek Jerzy, 
pomocnik szefa sztabu – ppor Buszewski Franciszek,
dowódca pułkowej szkoły podoficerskiej – kpt Rzucidło Stanisław,
dowódca batalionu – ppor Naumienia Michał,
dowódca kompanii – Kropisz Henryk, 
dowódca kompanii – Drąbik Tadeusz.
Dzięki pomocy i zaangażowaniu władz i mieszkańców Bartoszyc grupa organizacyjna wykonała swoje zadanie tak sprawnie, że już w październiku i listopadzie przyjmowano sprzęt i uzbrojenie, a 1 grudnia uroczyście rozpoczęto szkolenie.
W styczniu 1952  żołnierze z poboru „jesień 51” złożyli uroczystą przysięgę wojskową. W czerwcu jednostka wyjechała na swój pierwszy poligon.
1953  utworzono orkiestrę pułkową, której organizatorem był sierż Pokrzywka Franciszek. Orkiestra towarzyszyła pułkowi do 1974.
Pierwszy znaczący sukces odniosła bateria armat 86 mm dowodzona przez ppor Rusaka Antoniego, a działon kpr Węgrowskiego Władysława na zawodach ogólnowojskowych MON zajął III miejsce. 
W 1956 w związku z rozformowaniem (w grudniu 8 KA),  21 DP i 75 pp przejściowo podporządkowani zostają Dowództwu Pomorskiego Okręgu Wojskowego w Bydgoszczy.
Pułk prowadzi systematyczne szkolenie, bierze udział w poligonach (letnie i zimowe szkoły ognia). W miesiącach letnich i jesiennych szkoli szeregowych rezerwy i studentów wyższych uczelni oraz bierze udział w pracach na rzecz gospodarki narodowej.
W listopadzie 1956 rozkazem MON 21 DP i 75 pp wracają w struktury Warszawskiego Okręgu Wojskowego.
W 1957  w kwietniu, rozkazem MON rozformowana zostaje 21 DP, a rozkazem organizacyjnym dowódcy WOW (nr 0022/org. z dnia 15.4.1957 r.) 75 pułk piechoty przeformowany został w 75 pułk zmechanizowany i podporządkowany dowódcy 15 Dywizji Zmechanizowanej im. Gwardii Ludowej. W okresie letnim w jednostce szkoleni są studenci Politechniki Warszawskiej a jednostka uczestniczy w akcji żniwnej.

## Żołnierze 75 pp
Dowódcy pułku:
- mjr RUDNICKI Henryk             VII 1951 – XII 1952,
- mjr WIŚNIEWSKI Henryk         XII 1952 –  X 1953,
- kpt RZEPKOWSKI Wojciech      X 1952 – VII 1957,
- ppłk WIDUCH Franciszek         VII 1957 –  XI 1960,
- ppłk dypl. JADUSIŃSKI Paweł  XI 1960 – VIII 1961,
- mjr dypl. GÓRECKI Tadeusz     VIII 1961 – IX 1961 (po),
- mjr dypl. GOLIK Apoloniusz        IX 1961 – XI 1962,

## Struktura organizacyjna
Struktura organizacyjna pułku według etatu Nr 2/130 o stanie 1233 żołnierzy i 31 pracowników cywilnych.
- dowództwo i sztab
- 2 bataliony piechoty
- artyleria pułkowa
  - dwie baterie armat 76 mm
  - bateria moździerzy
- pułkowa szkoła podoficerska
- kompanie: łączności, gospodarcza
- pluton saperów